# Holger Anthes
Holger Anthes (* 9. August 1962 in Frankfurt am Main) ist ein ehemaliger deutscher Fußballspieler und heutiger Fußballtrainer.

## Spielerkarriere
Der aus dem hessischen Neu-Isenburg stammende Angriffsspieler begann seine sportliche Karriere bei der Spvgg. 03 Neu-Isenburg und wechselte dann zum FSV Frankfurt. Als 19-Jähriger schloss er sich Eintracht Frankfurt an, für die er 15 Bundesligaspiele absolvierte und dabei vier Tore erzielte.
Mit der U-18-Nationalmannschaft wurde er 1981 Europameister, wobei er das entscheidende 1:0 im Endspiel gegen Polen schoss. Im selben Jahr wurde er mit der deutschen U-20-Nationalmannschaft in Australien Weltmeister neben Mitspielern wie Rüdiger Vollborn, Roland Wohlfarth und Michael Zorc.
Holger Anthes beendete bereits 1984 seine Laufbahn als Profi-Fußballspieler, spielte danach jedoch noch einige Zeit als Amateur in Frankfurt-Höchst, Dreieichenhain und Wallau.

## Trainerkarriere
Ab der Saison 1987/88 stieg er, zunächst als Spielertrainer, beim TV Wallau in das Trainergeschäft ein. Seither trainierte er diverse hessische Amateurclubs, darunter auch über einen längeren Zeitraum Rot-Weiß Walldorf.